# Аминбек

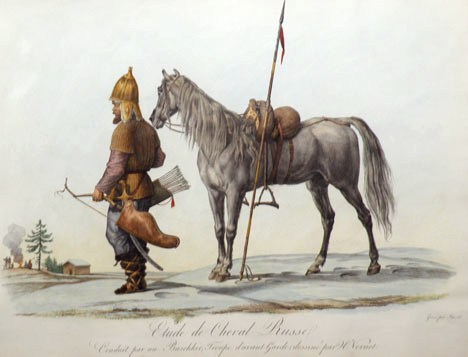
Башкир

Аминбек (баш. Әминбәк) — башкирская народная сказка.

## История
Сказка впервые записана в 1924 году поэтом Рашитом Нигмати от жителя деревни Денгизбаево Большечерниговского района Куйбышевской области (ныне Самарской области) Нигматуллы Уркенбаева.
Напечатана в 1947 году в сборнике «Башкирские народные сказки», а в 1959 году в сборнике «Башкирское народное творчество», том 2.

## Сюжет

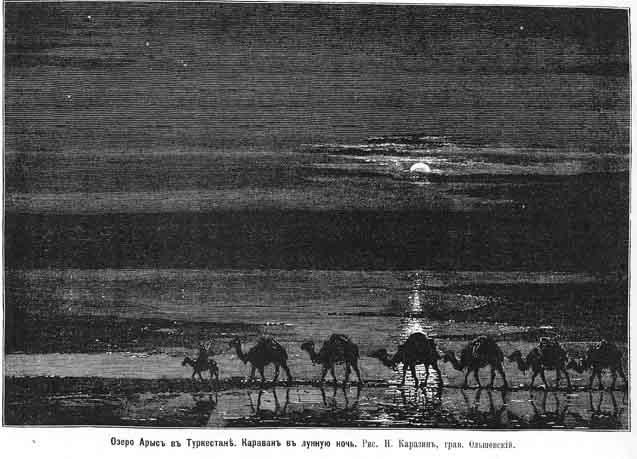
Караван

Действие бытовой сказки «Аминбек» разворачивается в повседневной реальности. Главный герой - простой человек, он честен, трудолюбив, но беден. Аминбек не хочет быть купцом, а хочет получить знания и обучиться ремеслам. В конце сказки справедливость берет верх - трудолюбивый бедняк Аминбек, благодаря своим знаниям и умениям, становится главой города. Конечно, ему в этом «совсем немного» помог див - сказочный великан.
В давние времена жили старик со старухой. У них был сын по имени Аминбек. Отец дал однажды сыну 100 рублей и приказал ему пойти учиться торговому делу.
Пришёл Аминбек в большой город и за год обучился у учителя письма этому ремеслу. Теперь он мог прочитать любое письмо и подделать любой почерк. Вернулся Аминбек домой, родители его сильно расстроились, узнав, что сын не научился торговать.
Вскоре родители дали ему 100 рублей и велели идти учиться торговать. Пришёл Аминбек в город, переночевал там и наутро услышал, что некий человек учит играть в сатраш (шашки, шахматы). За год Аминбек научился играть в сатраш так хорошо, что мог обыграть лучших игроков. Вернулся домой Аминбек, снова родители его были сильно расстроены, что сын не сможет заниматься торговлей. Они отругали его за это, дали сыну свои последние деньги и снова отправили в город.
В этом городе целый год Аминбек учился игре на скрипке. К концу года он играл на скрипке так хорошо, как никто другой.
Вернулся Аминбек домой. Родители отругали его за то, что занимается пустяками. Старикам было стыдно за это перед людьми, они продали свой дом и переселились в другое место.
Родители отдали Аминбека в услужение богатому владельцу каравана (караван баши). Однажды в засушливой местности Аминбека спустили в колодец, чтобы он набрал там воды. Но юноша обнаружил на дне колодца только груду золота. Караванщики вытащили из колодца сорок ведер золота, но Аминбека оставили в колодце, испугавшись, что он захочет забрать все золото себе.
Аминбек потянул за кончик какой-то веревки на дне колодца — открылась дверь в богато убранную комнату. Там лежал больной див, который знаком повелел Аминбеку снять со стены скрипку. Аминбек снял инструмент со стены и стал играть, див же на глазах начал оживать. Див вынес Аминбека из колодца, отнёс юношу туда, где стоял караван. Владелец каравана вручил Аминбеку два письма и отправил его вперед якобы для того, чтобы обрадовать жену и знакомого купца вестью о скором своем возвращении.
Дорогой Аминбек решил посмотреть, целы ли письма, оказалось, что письмо к жене владельца каравана потерялось. Тогда Аминбек таким же почерком, как у владельца каравана, написал другое письмо. Жена владельца каравана прочитала письмо и ласково приняла юношу.
Глава этого города любил играть в сатраш (шахматы, шашки).
Аминбек отправился к правителю города, и в случае победы юноши правитель обещал ему уступить свое место, но если проиграет — казнить его. Дважды удача была на стороне главы города, но затем три раза подряд победителем оказывался Аминбек. Тогда глава города, обрадовавшись, сказал, что искал вместо себя именно такого человека, умного и образованного.
Вернулся хозяин каравана. Он был взбешен, узнав, что Аминбек жив. Жена показала ему письмо, написанное его почерком.
Владелец каравана начал кричать, что собственными руками задушит гадкого мальчонку. Однако жена ему сообщила, что Аминбек стал главой города.
Вскоре Аминбек разыскал своих родителей и забрал их к себе. Сын их хотел получить знания и добился успеха в жизни. Родители поняли, что зря ругали сына.
Аминбек открыл школы для всех детей, их обучали мудрейшие ученые и искусные мастера.
Пока был Аминбек главой города, много юношей обучились разным наукам и ремеслу. И пошла о них слава по всей земле.

## Интересные факты
- Р. А. Шаяхметов в работе «Шашки как народная игра в Башкортостане» отметил, что башкирская сказка «Аминбек» говорит "о значении шашек для национального кода башкир…[3]

- Сюжет сказки «Аминбек»  отчасти перекликается с сюжетом башкирской сказки «Иблиамин»[4] и с сюжетом татарской сказки «Что дороже?», где главный герой учится читать и писать, игре на курае и в шахматы[5].